# Lovecraft: A Biography
Lovecraft: A Biography és una biografia de l'escriptor H. P. Lovecraft creada per l'escriptor de ciència-ficció L. Sprague de Camp, publicat primerament en enquadernació de tapa dura per l'editorial Doubleday el febrer de 1975. Una edició posterior en tapa dura fou publicada per Barnes & Noble el gener de 1996. La primera edició d'enquadernació en rústica, corregida i resumida per l'autor, fou publicada per Ballantine Books l'agost de 1976. La primera edició britànica fou publicada per New English Library l'any 1976. El 29 de setembre de 2011 fou publicada una versió per a llibre electrònic de l'edició de Ballantine Books al portal de Victor Gollancz Ltd SF Gateway, com a part de la publicació d'obres de De Camp en format electrònic. El llibre té versions traduïdes a l'alemany, al rus, i moltes altres llengües.
La biografia, una anàlisi amb pèls i senyals del famós escriptor de terror i ciència-ficció, fou la primera biografia important i independent de Lovecraft. L'aproximació de De Camp fou descrita per alguns com a franca i justa, mentre que d'altres la titllaren d'incòmode i desproporcionada. Per exemple, De Camps criticà l'actitud poc comercial de l'escriptura de Lovecraft malgrat que sempre manifestà una postura intencionada de mantenir que la seva escriptura només era per la seva pròpia distracció.
De Camp considerà algunes de les crítiques que li feren, tal com expressà en revisions posteriors de l'edició de tapa dura, i consegüentment alterà el text a l'edició d'enquadernació rústica per tal de tenir-les en compte. En total, De Camp eliminà entre 13,000 i 16,000 «repeticions, digressions i especulacions obiter dicta» de l'edició rústica. A requisit de l'editor, també eliminà «la secció de notes, bibliografia i índex», una supressió de la que no estigué especialment satisfet.

## Premis
El llibre fou nominat al Premi Mundial de la Fantasia de 1976 en categoria de premi especial (professional) així com resultà en quart lloc del Premi Locus al millor element associatiu de 1976.

## Influència en d'altres obres
La biografia realitzada per De Camp fou en gran part reemplaçada per l'obra de S. T. Joshi, amb un tractament més complet, I Am Providence (Hippocampus Press, 2 vols., 2010) (publicat inicialment de forma resumida per Necronomicon Press, 1996, com a H. P. Lovecraft: A Life).